# Línea 506 (La Plata)
La línea 506 es una línea de colectivos urbana del Partido de La Plata. Une al Casco Urbano con el barrio de Los Hornos.
La línea es operada por la empresa  a través de Fuerte Barragan S.A.T.
A pesar de que anteriormente existía la línea 506 (desde 1939 hasta 2002, cuando se unificó con la Línea Este), la línea surge de un desprendimiento de la Línea Sur.

## Recorrido
Ramales:
- 18 66 Y 170 - 66 y 149 - Cárcel de Mujeres - 66 y 143 - 72 y 137 - Cementerio de La Plata - Plaza Castelli - Plaza Moreno - Plaza San Martin - Plaza Italia - Estación de ferrocarril
- 18 B 66 Y 170 - 72 y 155 - Cárcel de Mujeres - 72 y 137 - Cementerio de La Plata - Plaza Castelli - Plaza Moreno - Plaza San Martin - Plaza Italia - Estación de ferrocarril
- 40 66 y 170 - 66 y 143 La Cumbre - Estadio Único - 13 y 32 - Plaza Paso - Plaza Moreno - Hosp. de Niños - 13 y 72 - Cementerio de La Plata - 66 y 143 - 66 y 170
- 41 66 y 170 - 66 y 143 - Cementerio de La Plata - 13 y 72 - Hosp. de Niños - Plaza Moreno - Plaza Paso - 13 y 32 - Estadio Único - La Cumbre - 66 y 143 - 66 y 170
- 80 66 y 170 - Cárcel de Mujeres - 66 y 143 - Gambier - Hospital San Juan de Dios - Hosp. de Niños - Hosp. Policlínico - Colegio Nacional Rafael Hernández - Estación de ferrocarril
- 80 B 66 y 170 - 66 y 31 - Hosp. San Juan de Dios - Hosp. de Niños - Hosp. Policlínico - Colegio Nacional Rafael Hernández - Estación de ferrocarril